# Genova Bolzaneto
Genova Bolzaneto (wł: Stazione di Genova Bolzaneto) – stacja kolejowa w Genui, w regionie Liguria, we Włoszech. Znajdują się tu 2 perony.